# Làng Thủy Ba

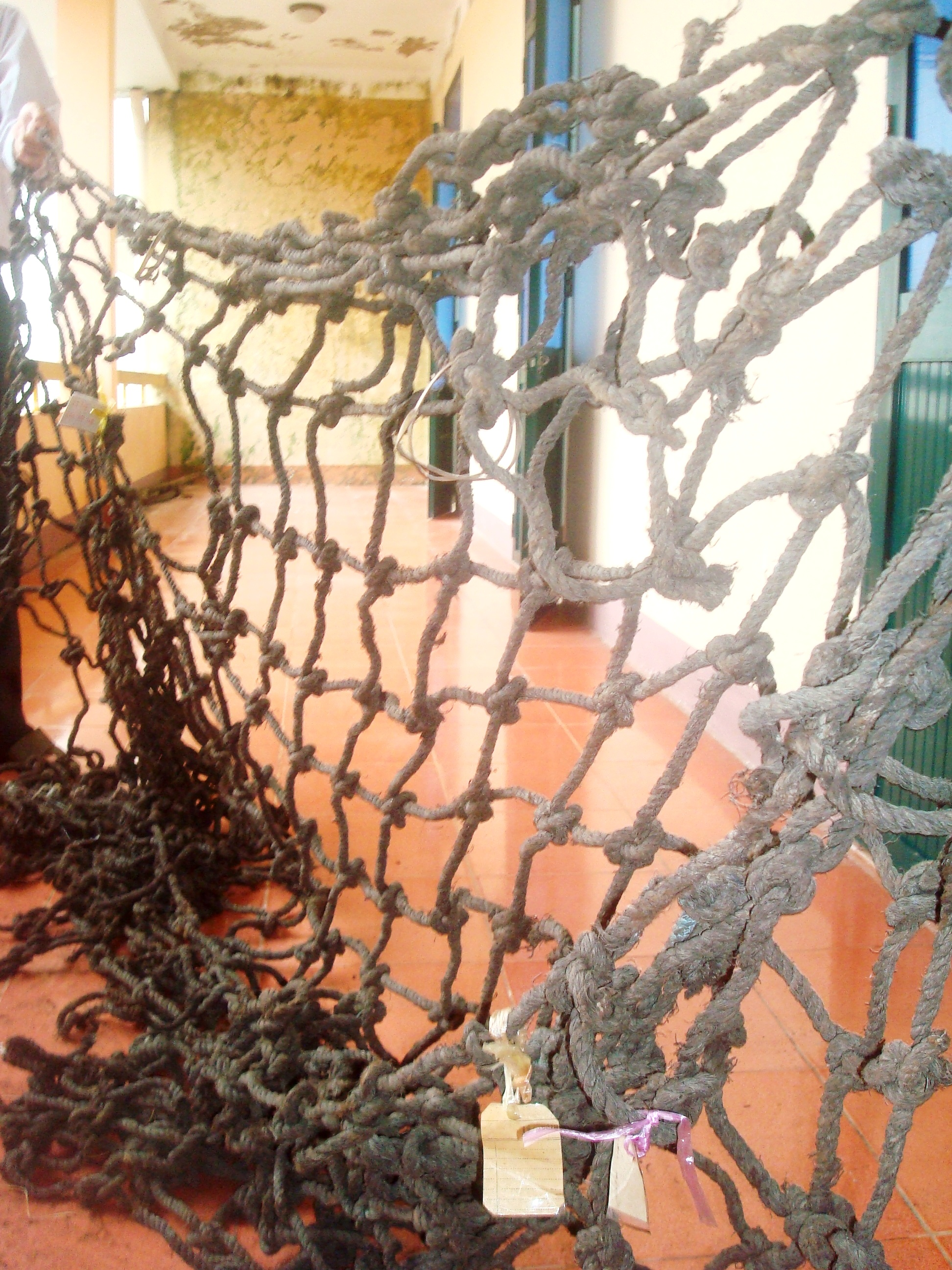
Lưới sót - vũ khí bắt cọp của người Thủy Ba

Làng Thủy Ba (thuộc xã Vĩnh Thủy, huyện Vĩnh Linh, tỉnh Quảng Trị) nổi tiếng khắp nước và thế giới về nghề bắt sống cọp. Người dân làng Thủy Ba có tài bắt "coọc" nên được mệnh danh là "Làng bắt coọc" . "Coọc", theo tiếng địa phương (của Thủy Ba nói riêng, Quảng Trị nói chung) có nghĩa là "cọp" và Vua ở Kinh thành Huế đã phải ban chiếu lệnh triệu người Thủy Ba vào bắt "coọc", tiêu trừ ác thú để bảo vệ sự bình yên cho dân làng.